# جيف غاي
جيف غاي (بالإنجليزية: Geoff Gay)‏ هو لاعب كرة قدم بريطاني، ولد في 4 فبراير 1957 في رومفورد في المملكة المتحدة. لعب مع بولتون واندررز وماكليسفيلد تاون ونادي إكزتر سيتي ونادي بانغور سيتي ونادي ساوثبورت ونادي كرو ألكساندرا وويغان أتلتيك.